# Orzechowiec
Orzechowiec – wieś w Polsce, położona w województwie łódzkim, w powiecie wieluńskim, w gminie Mokrsko.
W latach 1975–1998 wieś administracyjnie należała do województwa sieradzkiego.